# 豊有線テレビジョン放送施設
豊有線テレビジョン放送施設（ゆたかゆうせん-ほうそうしせつ）は、広島県呉市が運営していたケーブルテレビ局の一つである。元々は合併前の豊町が設立したもので、それを呉市が引き継いだものである。なお、呉市内には同様の経緯で市が運営していた豊浜多元情報システム施設があったが、両者は2010年10月1日に統合され、呉市有線テレビジョン放送施設になった。

## サービスエリア
- 呉市豊町